# Carlos Alexis Ortega
Carlos Alexis Ortega Badillo (La Chorrera, Panamá,nacido el 25 de julio de 1989) es un boxeador profesional panameño que ha sido clasificado como el número uno del mundo del peso minimosca por la CMB.

## Carrera profesional
El 2 de agosto de 2008 tuvo su primera pelea profesional cuando venció a su compatriota Jaime González por nocaut técnico en el segundo asalto en el Gimnasio Yuyin Luzcando. Tuvo su primera derrota el 2 de julio de 2017 ante su compatriota Walter Tello en donde fue vencido por decisión unánime en ocho asaltos en la Feria de San José. El 23 de agosto de 2014, Ortega derrotó a Leroy Estrada por decisión unánime en el duodécimo asalto para ganar el título vacante del peso minimosca plata de la CMB. Perdió el título el 20 de diciembre de 2014 ante el mexicano Ricardo Pérez por nocaut técnico en el noveno asalto en la Arena Quequi. El 14 de abril de 2023 peleó por el título Latino Peso minimosca de la Organización Mundial de Boxeo en donde fue derrotado por el puertorriqueño René Santiago por nocaut técnico en el noveno asalto en el Coliseo de Combates.

## Récord Profesional
| 15 Ganadas (6 knockouts), 7 Derrotas(2 knockouts), 3 Empates |        |                     |      |              |            |                                                                        |                                                           |
| Res.                                                         | Récord | Oponente            | Tipo | Round Tiempo | Fecha      | Lugar                                                                  | Notas                                                     |
| P                                                            | 15-7-3 | René Santiago       | TKO  | 9 (10)       | 2023-04-14 | Arena Panamá Al-Brown, Colón, Panamá                                   |                                                           |
| G                                                            | 15-6-3 | Víctor Berrio       | RTD  | 2 (8)        | 2022-05-20 | Arena Panamá Al-Brown, Colón, Panamá                                   |                                                           |
| P                                                            | 14-6-3 | Leyman Benavides    | UD   | 12 (12)      | 2020-07-07 | Arena Roberto Duran, Juan Díaz, Panamá                                 | Por el título mundial Oro Mínimo AMB                      |
| E                                                            | 14-5-3 | Johnny Garay        | SD   | 8 (8)        | 2019-03-14 | Fantastic Casino, Albrook Mall, Panamá                                 |                                                           |
| G                                                            | 14-5-2 | Jesús Santos        | UD   | 6 (6)        | 2018-08-23 | Fantastic Casino, Albrook Mall, Panamá                                 |                                                           |
| G                                                            | 13-5-2 | Amrit Herrera       | KO   | 3 (8)        | 2017-12-06 | Los Andes Mall, San Miguelito, Panamá                                  |                                                           |
| G                                                            | 12-5-2 | Johnny Garay        | UD   | 8 (8)        | 2017-10-14 | Los Andes Mall, San Miguelito, Panamá                                  |                                                           |
| P                                                            | 11-5-2 | Byron Rojas         | UD   | 8 (8)        | 2017-06-30 | Nuevo Gimnasio Nicarao, Managua, Nicaragua                             |                                                           |
| G                                                            | 11-4-2 | Argenis Cheremo     | UD   | 6 (6)        | 2017-02-16 | Centro de Convenciones Vasco Núñez de Balboa, Ciudad de Panamá, Panamá |                                                           |
| P                                                            | 10-4-2 | Ricardo Pérez       | TKO  | 9 (12)       | 2014-12-20 | Arena Quequi, Cancún, México                                           | Pierde el título Plata Mínimo CMB                         |
| G                                                            | 10-3-2 | Leroy Estrada       | UD   | 12 (12)      | 2014-08-23 | Arena Roberto Duran, Juan Díaz, Panamá                                 | Gana el título Plata Mínimo CMB                           |
| G                                                            | 9-3-2  | Gilberto Pedroza    | UD   | 10 (10)      | 2014-03-22 | Arena Roberto Duran, Juan Díaz, Panamá                                 | Gana el título FECARBOX Mínimo CMB                        |
| E                                                            | 8-3-2  | Gilberto Pedroza    | SD   | 8 (8)        | 2014-01-16 | Fantastic Casino, Albrook Mall, Panamá                                 | Por el título Mínimo CBPP y el título FECARBOX Mínimo CMB |
| E                                                            | 8-3-1  | Carlos Ariel Farías | MD   | 6 (6)        | 2013-10-12 | Polideportivo Gustavo Toro Rodríguez, San Martín, Argentina            |                                                           |
| P                                                            | 8-3    | Mercedes Concepción | UD   | 10 (10)      | 2013-06-22 | Gimnasio Los Naranjos, Boquete, Panamá                                 | Por el título Latino Minimosca CMB                        |
| P                                                            | 8-2    | Walter Tello        | MD   | 8 (8)        | 2012-12-01 | Gimnasio Los Naranjos, Boquete, Panamá                                 |                                                           |
| G                                                            | 8-1    | Erick Flores        | UD   | 8 (8)        | 2012-04-26 | Arena Roberto Duran, Juan Díaz, Panamá                                 |                                                           |
| P                                                            | 7-1    | Walter Tello        | UD   | 8 (8)        | 2011-07-02 | Feria de San José, David, Panamá                                       |                                                           |
| G                                                            | 7-0    | Jesús Santos        | KO   | 3 (6)        | 2011-02-01 | Hotel Véneto, Ciudad de Panamá, Panamá                                 |                                                           |
| G                                                            | 6-0    | Julio Canastuj      | MD   | 6 (6)        | 2010-08-24 | Arena Roberto Duran, Juan Díaz, Panamá                                 |                                                           |
| G                                                            | 5-0    | Jesús Santos        | SD   | 6 (6)        | 2010-01-21 | Centro de Convenciones Atlapa, Ciudad de Panamá, Panamá                |                                                           |
| G                                                            | 4-0    | Leonel Sandoval     | TKO  | 3 (4)        | 2009-10-29 | Fantastic Casino, 24 de Diciembre, Panamá                              |                                                           |
| G                                                            | 3-0    | Julio Canastuj      | UD   | 4 (4)        | 2009-07-24 | Gimnasio Municipal, Natá, Panamá                                       |                                                           |
| G                                                            | 2-0    | Johnatan Espinoza   | TKO  | 2 (4)        | 2009-04-04 | Gimnasio Los Naranjos, Boquete, Panamá                                 |                                                           |
| G                                                            | 1-0    | Jaime González      | TKO  | 2 (4)        | 2008-08-02 | Gimnasio Yuyin Luzcando, Betania, Panamá                               |                                                           |